# 管理栄養士学校指定規則
管理栄養士学校指定規則（かんりえいようしがっこうしていきそく、昭和41年文部省・厚生省令第2号）は、1966年3月2日に、日本国の栄養士法に基づき文部省・厚生省令第2号として公布された省令である。

## 教育内容
- 専門基礎分野
  - 社会・環境と健康
  - 人体の構造と機能及び疾病の成り立ち
  - 食べ物と健康
- 専門分野
  - 基礎栄養学
  - 応用栄養学
  - 栄養教育論
  - 臨床栄養学
  - 公衆栄養学
  - 給食経営管理論
  - 総合演習
  - 臨地実習